# Шкірне сало
Шкірне сало (лат. sebum cutaneum), також лій — жирна, вощаниста речовина, що виділяється сальними залозами шкіри. Складається з тригліцеридів, воскових естерів, сквалену і метаболітів саловиробних клітин. Сало має водовідштовхувальні властивості, змащує шкіру і волосся ссавців.
У випадку перегріву сало емульгує піт, вироблюваний потовими залозами, перешкоджаючи його стіканню зі шкіри. На холоді сало стає більш насиченим ліпідами, покриваючи волосся і шкіру, грає водозахисну роль.
Шкірне сало, виділяне сальними залозами людини, переважно складається з тригліцеридів (≈41 %), воскових естерів (≈26 %), сквалену (≈12 %), вільних жирних кислот (≈16 %). Воскові естери і сквален як кінцеві продукти властиві тільки сальним залозам. Сапієнова кислота, що входить до складу сала тільки в людей, бере участь в утворенні вугрів. Сало не має запаху, але розкладаючись під дією бактерій, воно може видавати сильний запах.